# Blastoma
Blastoma è il secondo album in studio della cantautrice australiana Ngaiire, pubblicato il 10 giugno 2016.

## Tracce
1. Anchor – 3:29
2. Once – 5:12
3. Cruel (feat. Jack Grace) – 5:12
4. House on a Rock – 3:42
5. I Wear Black – 4:16
6. Diggin' – 4:39
7. I Can't Hear God Anymore – 4:24
8. Many Things – 3:35
9. Fall Into My Arms – 4:57

## Classifiche
| Classifica (2016) | Posizione massima |
| ----------------- | ----------------- |
| Australia         | 41                |